# Menestheus (Sohn des Peteos)
Menestheus (altgriechisch Μενεσθεύς Menestheús), der Sohn des Peteos und über dessen Vater Orneus ein Urenkel des Erechtheus, war mythischer König von Attika.
Menestheus war einer der zahlreichen Freier der Helena und unterstützte Jahre zuvor deren Brüder, die Dioskuren, bei der Rückführung ihrer zwölfjährigen Schwester, die von Theseus entführt worden war. Die Dioskuren sollen ihm wiederum dabei geholfen haben, den athenischen Thron zu erringen. Als König von Attika beteiligte er sich mit 50 Schiffen am Trojanischen Krieg. Zusammen mit Odysseus und Talthybios überredete er König Kinyras von Kypros, auch am Krieg teilzunehmen. Menestheus war auch einer der vierzig Krieger im Trojanischen Pferd. Pausanias berichtete von einer Bronze im Heiligtum der Artemis Brauronia auf der Akropolis von Athen, die Menestheus beim Heraussteigen aus dem Pferd zeigte.
Nach dem gewonnenen Krieg segelte er nach Mimas und kam nach Melos, wo er König wurde, da König Polyanax gerade gestorben war.
Nach dem Tode des Menestheus wurde Demophon, ein Nachkomme des Theseus, König von Attika. 